# Collaborative Projects
Collaborative Projects (kurz Colab) ist eine New Yorker Künstlergruppe, die 1978 gegründet wurde. 1980 organisierte sie die Ausstellung Times Square Show.

## Mitglieder (Auswahl)
| - Charlie Ahearn (* 1951) - John Ahearn (* 1950) - Lisa Bear - Scott Billingsley - Andrea Callard (* 1950) - Wendy Chambers (* 1953) - Diego Cortez (* 1946) - Mitch Corber - Jody Culkin - Debbie Davis - Jane Dickson | - Orshi Drozdik (* 1946) - Stefan Eins - Peter Fend (* 1950) - Colen Fitzgibbon (* 1950) - Bobby G (* 1953) - Matthew Geller - Mike Glier (* 1953) - Ilona Granet - Carson Grant (* 1950) - Julie Harrison - Jenny Holzer (* 1950) | - G. H. Hovagimyan (* 1950) - Becky Howland - Christof Kohlhöfer (* 1942) - Fred Krughoff - Justen Ladda (* 1953) - Aline Mayer - Dick Miller - Eric Mitchell - James Nares (* 1953) - Joseph Nechvatal (* 1951) - Tom Otterness (* 1952) | - Cara Perlman - Uli Rimkus - Judy Rifka (* 1945) - Walter Robinson - Christy Rupp - Kiki Smith (* 1954) - Wolfgang Staehle (* 1950) - Anton van Dalen - Tom Warren - Robin Winters (* 1950) |